# オウギビタキ
オウギビタキ（扇鶲、学名 Rhipidura rufifrons）は、スズメ目オウギビタキ科オウギビタキ属の1属である。
オーストラリア東海岸・北海岸、ニューギニア島、ソロモン諸島、スラウェシ島などインドネシア東部の熱帯雨林に生息する。
鮮やかなオレンジ色の尾羽を持つ。喉元は黒い羽だが胸にかけて白へとグラデーションする。